# Gastrotheca pacchamama
Gastrotheca pacchamama és una espècie de granota de la família del hemipràctids. Va ser descrit per William E. Duellman el 1987. L'epítet específic és una paraula quítxa que significa «terra mare». Paccha mama és una deessa dels llocs alts.
És una espècie terrestre que viu en prats enllà del límit arbori Se'n poden trobar sota roques i troncs caiguts, i dins dels arbustos. Només és coneguda només de la localitat tipus regió de la Serralada Oriental dels Andes a la regió d'Ayacucho al centre del Perú.
A la Llista Vermella de la UICN és catalogat en la categoria en perill. La principal amenaça forma l'espècie invasora Homo sapiens sapiens que per l'explotació econòmica de la zona, destrueix l'hàbitat d'aquesta granota.